# Pieklisko

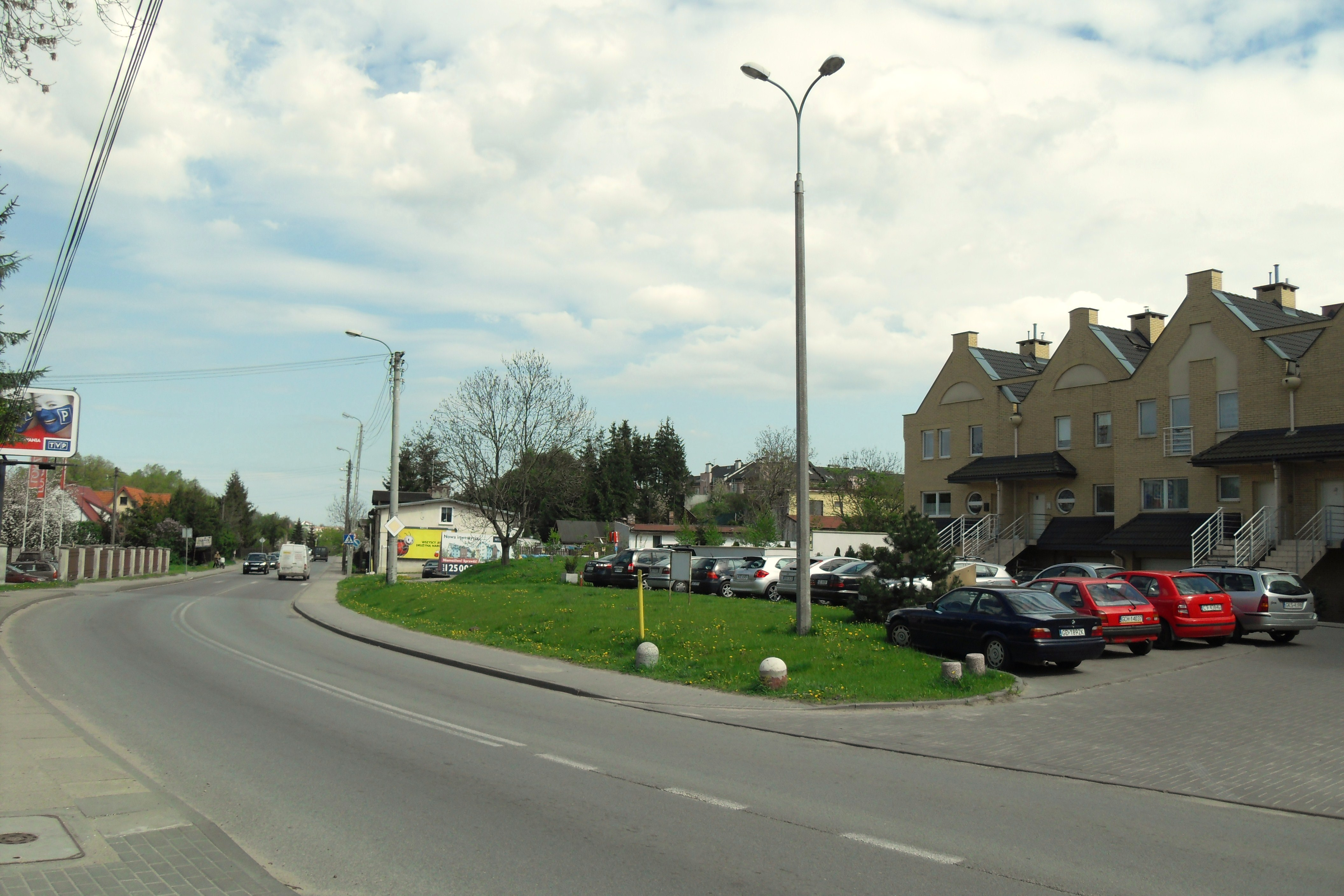
Pieklisko

Pieklisko (inna nazwa: Piekło, kaszb. Piekło, niem. Hölle) – osiedle w Gdańsku, na obszarze dzielnicy Ujeścisko-Łostowice.

## Charakterystyka
Zabudowania na osiedlu skupiają się wokół przechodzącej przez nie ul. Kartuskiej. Nieopodal starych, wiejskich zabudowań Piekliska zaczęto budować nowe osiedla jak Słoneczna Dolina czy Trzy Dęby.
Na terenie osiedla znajduje się formalnie Cmentarz Łostowicki – największa i wciąż czynna nekropolia w Gdańsku. Jego niefortunna nazwa wzięła się od ul. Łostowickiej, przy której leży.

## Położenie
Pieklisko jest podjednostką jednostki morfogenetycznej Ujeścisko, w okręgu historycznym Wyżyny. Zostało przyłączone w granice administracyjne miasta w 1954, w przeciwieństwie do pozostałej części Ujeściska, która stała się częścią Gdańska dopiero w 1973.

### Sąsiednie podjednostki
- od północy: Migowo
- od wschodu: Krzyżowniki, Wzgórze Mickiewicza
- od zachodu: Zabornia
- od południa: Ujeścisko, Szadółki